# Pulvermaar
Das Pulvermaar in der Vulkaneifel südöstlich von Daun in Rheinland-Pfalz ist ein mit Wasser gefülltes Maar, dessen fast kreisrunder See trotz seiner geringen Fläche von etwa 38,48 ha mit 72 Metern einer der tiefsten in Deutschland ist. Wie auch das kleinere Holzmaar gehört es zu den Gillenfelder Maaren.

## Besonderheiten
Eine im Bodenuntergrund des südlich nahebei gelegenen Strohner Märchens enthaltene Tufflage wird dem Pulvermaar zugeschrieben. Diese eruptive Ablagerung im Westeifel-Vulkanfeld ist somit jünger als das benachbarte Strohner Vulkanmaar. Frühere pollenanalytische Untersuchungen der Moorbildungen ergaben für die darunterliegende Tuffschicht ein Alter von mindestens etwa 10.050 Jahren.
Neuere Studien des Untergrundes im Pulvermaar zeigten neben Unterwasserterrassen in größerer Tiefe auch Spuren, die auf frühere Eiskeile innerhalb der oberen Tephra-Lagen hinweisen. Hiernach wird die Entstehung des Maares geomorphologisch der letzten Kaltzeit zugeordnet und – nahe deren Maximum (LGM) – auf etwa 20.000 bis 30.000 Jahre vor heute geschätzt. Ähnliche Ergebnisse ergaben korrigierte Thermolumineszenzdatierungen 2009 mit einem scheinbaren Alter von 21,0 ± 2,95 ka. Vulkanologen der Smithsonian Institution ordnen den letzten Ausbruch im Bereich von Pulvermaar und Strohner Maar in die Zeit von 8600 bis 8000 v. Chr. ein, also vor etwas über zehntausend Jahren.
Das nahezu kreisrunde Maar hat steile trichterförmige Wände. Der Wasserspiegel des Maarsees liegt auf einer Höhe von 411 m ü. NHN; mit einer maximalen Wassertiefe von 72 m ist er der tiefste See der Vulkaneifel. Bei einem Durchmesser von knapp 700 m beträgt die Seefläche etwa 38,48 ha und ist damit nach der des Laacher Sees in der Osteifel die zweitgrößte in der Eifel. Die landschaftsprägende vulkanische Struktur des Pulvermaars von etwa 900 m × 950 m wird von verschiedenen anderen Maaren in der Westeifel übertroffen. Das Volumen des Maarsees beträgt etwa 1,2 Millionen m³.
Der See des Pulvermaars zählt zu den zehn tiefsten Seen Deutschlands (erheblich tiefer sind nur der Bodensee und einige bayerische Seen wie Königssee, Walchensee und Starnberger See). Die ursprüngliche Tiefe des bei der phreatomagmatischen Explosion entstandenen Trichters wird auf rund 200 m geschätzt, mit einem umgebenden Wall ausgeworfenen Materials von etwa 50 m Höhe.

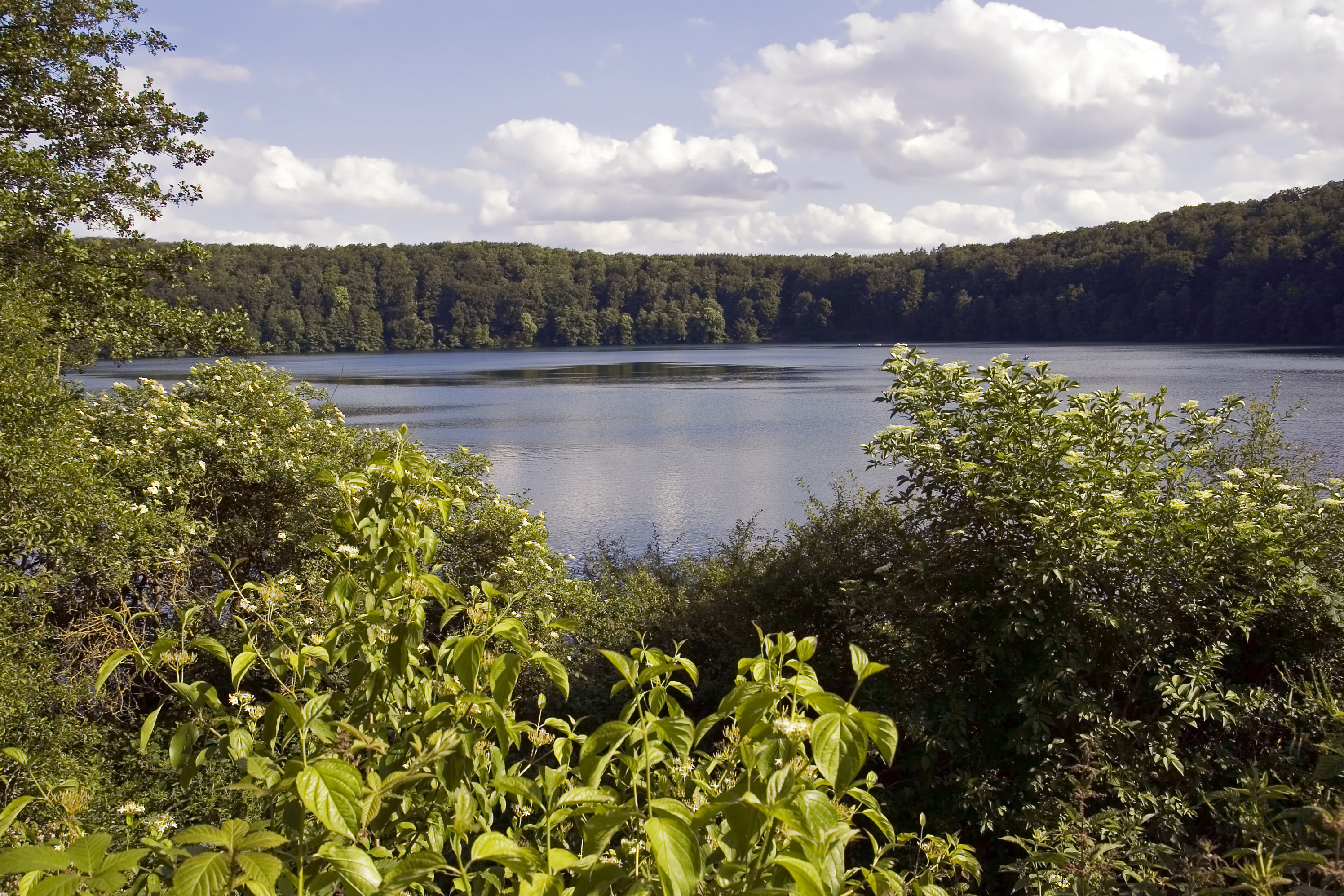
Das Pulvermaar im Frühsommer 2009
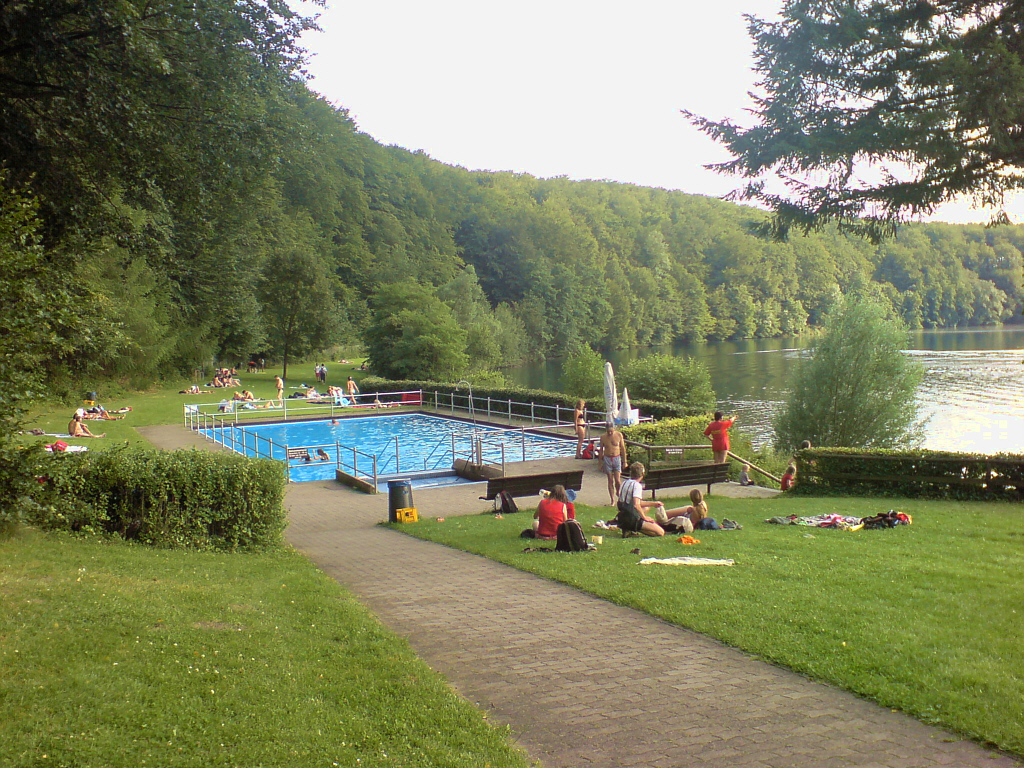
Badeanstalt am Maarsee (2008)
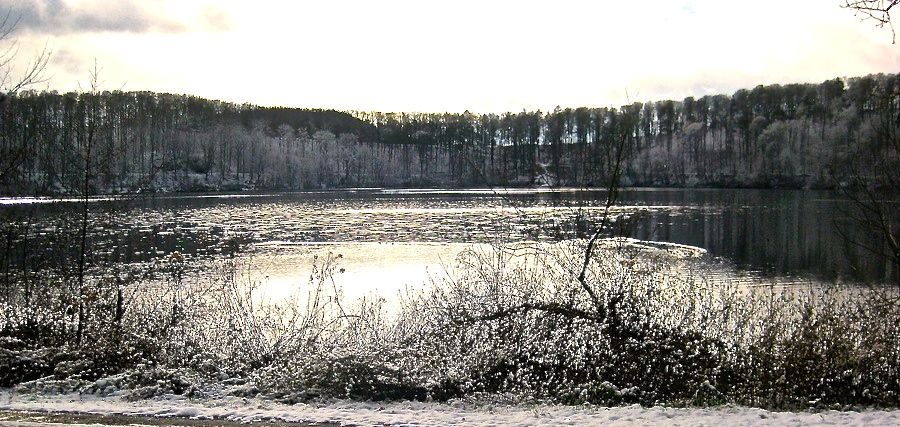
Im Winter 2012

Rund um den See führt ein Wanderweg durch den umgebenden Buchenhochwald auf den Hängen des Maars. Ein ungefähr 110 ha großes Gebiet von Pulvermaar mit Römerberg und Strohner Märchen steht seit 1984 unter Naturschutz. Am Ostufer des Pulvermaarsees befindet sich eine Badeanstalt.